# Verlag Kreuz

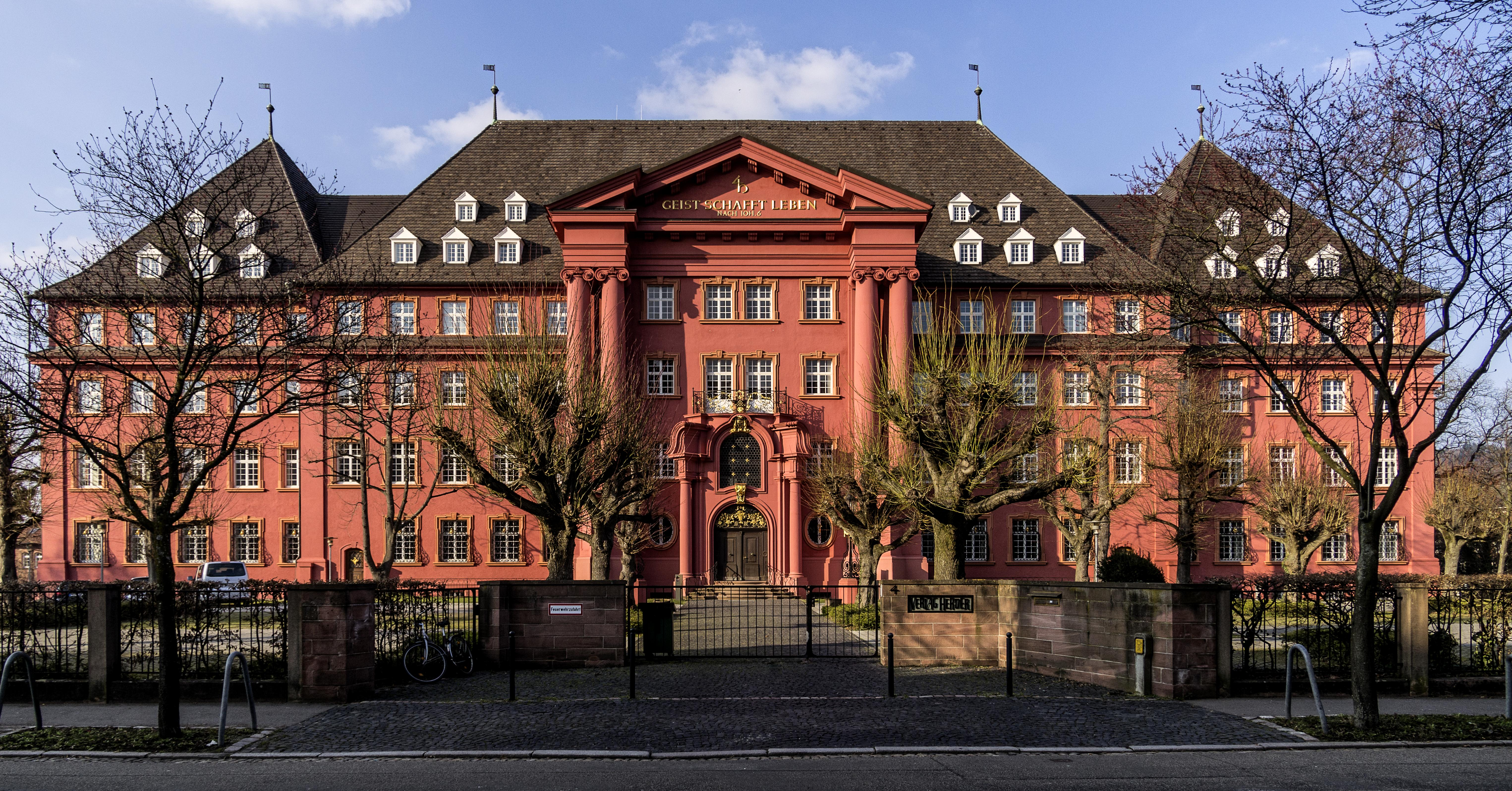
Das Herder Verlagsgebäude, in dem auch der Kreuz Verlag ist

Der Verlag Kreuz (umgangssprachlich: Kreuz-Verlag) ist ein deutschsprachiger Buchverlag mit Sitz in Freiburg im Breisgau. Er ging aus der Verlagsgruppe Dornier hervor und ist der zweitgrößte Verlag der Verlagsgruppe Herder. Der Urania Verlag gehört als Imprint zum Verlag Kreuz.

## Geschichte
1975 entwickelte sich aus dem von Silvius Dornier gegründeten Theseus-Verlag, München und Zürich, die Verlagsgruppe Dornier. Nach dem Kauf des Urania Verlags 1994, des Verlags Kreuz 1996 und des Lüchow Verlags 2002 wurde der Sitz der Gruppe im Jahr 2003 nach Stuttgart verlegt.
Aus Anlass seines 80. Geburtstags ordnete Alleingesellschafter Silvius Dornier seine Geschäfte neu und zog sich aus der aktiven Verlagstätigkeit zurück. Er verkaufte seine Unternehmen zum 1. Oktober 2006 an die Verlagsgruppe Herder, wobei die Einzelverlage der Verlagsgruppe Dornier unter dem Dach der Verlag Kreuz GmbH gebündelt wurden. Die kaufmännischen und vertrieblichen Kräfte des Verlags Kreuz wurden schnell nach Freiburg verlegt, während die Programmarbeit bis 2008 noch ganz in Stuttgart verblieb und erst im Laufe des Jahres 2009 nach Freiburg umzieht.
Die Bastelbücher des Urania Verlags wurden mit dem vom Verlag Herder übernommenen Kreativverlag Christophorus verschmolzen und zum 1. Januar 2009 unter Zustimmung des Bundeskartellamts vom Verlag Kreuz an den OZ Verlag in Rheinfelden veräußert. Ebenfalls mit Wirkung zum 1. Januar 2009 verkaufte der Verlag Kreuz die beiden Bereiche Theseus und Lüchow an die Mediengruppe J. Kamphausen in Bielefeld, die damit ihre Marktstellung im Bücherbereich Buddhismus, ganzheitliches Heilen und Lebensführung ausbaut. Der Verlag Kreuz konzentriert sich hiermit auf die Kernthemen Spiritualität, Theologie und Psychologie.
Der Verlag ist Mitglied im Börsenverein des Deutschen Buchhandels.

## Programm und Autoren
Das Programm des Verlags Kreuz umfasst vor allem Sachbücher aus den Bereichen Spiritualität, Religion, christliche Theologie, Psychologie und Lebenshilfe. Die erfolgreichsten Buchtitel des Jahres 2008 wurden zu den Themen Trauer, Alter und Trost herausgegeben. Des Weiteren produziert der Verlag Kreuz auch Geschenkbücher, Zeitschriften, Kalender, E-Books und Hörbücher. Unter dem Label Herder Audio werden auch die Hörbücher des Schwesterverlags Herder herausgegeben.
Zu den bekannteren Autoren des Verlags zählen unter anderem Benediktinerpater Anselm Grün, die Psychologin Verena Kast, die Sachbuchautoren Hans Jellouschek und Ingrid Riedel sowie der Theologe Jörg Zink.